# キャンプ・ネポス

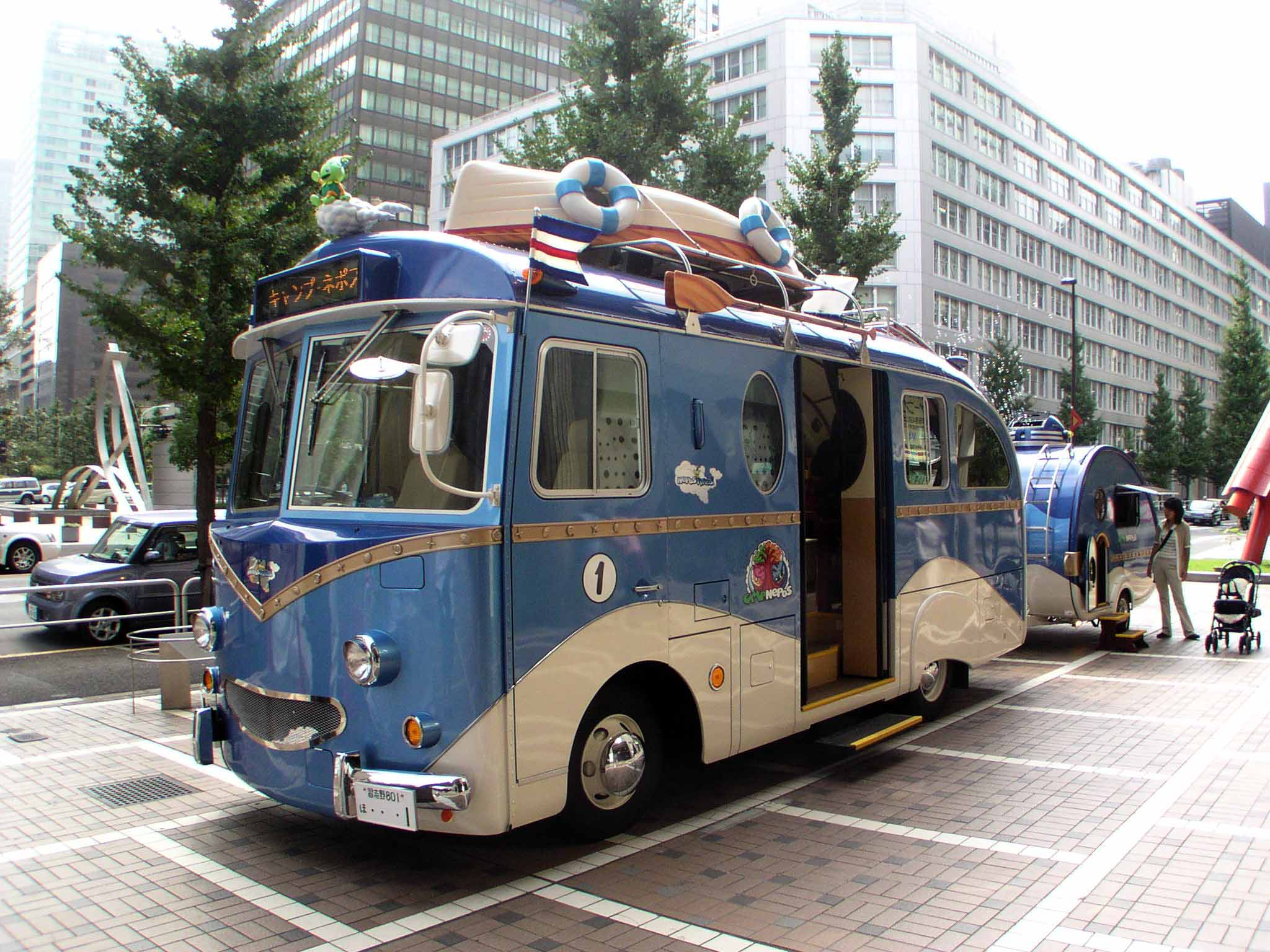
ネポスピロス バスキャラバンで用いられていたネポスピロスバス

キャンプ・ネポスは、2000年7月7日から2008年5月6日まで、東京ディズニーリゾート内のイクスピアリにオープンしていた、こどもたちのためのプレイ&ケア施設。
土地および建物を株式会社オリエンタルランドが所有し、株式会社イクスピアリが施設の運営をしていた。
現在は、全国の幼稚園、保育園、自治体のイベントなどでの公演、活動を主体としている。なお、イクスピアリでの施設を運営していた頃から、ネポスピロス バスキャラバンとして社会貢献活動を行っていた。